# Hłudno
Hłudno est une localité polonaise de la gmina de Nozdrzec, située dans le powiat de Brzozów en voïvodie des Basses-Carpates.